# 焼額山スキー場
焼額山スキー場(やけびたいやまスキーじょう)は、長野県下高井郡山ノ内町にある志賀高原に1983年に開業したスキー場である。志賀高原スキー場の中で最も後発のスキー場で、2基のゴンドラを中心とした輸送力の高さ及び、圧雪バーン、パウダーエリア、ツリーランなど標高2000mを生かした多彩なコースバリエーションを有している。シーズン中の平均気温は、最高-2℃から最低-13℃と、カナダウィスラー・ブラッコムや北海道ニセコ町に比べて寒冷でありながら標高が高く、内陸に位置することから、低湿かつ雲粒（うんりゅう：不純物）が少ないいわゆるパウダースノーで雪質が高い。1998年の長野五輪の会場であり、当時の競技会場は、オリンピックコースと名付けられ、一般開放されている。

## 概要
志賀高原スキー場北部に位置する焼額山(標高2011m)の南東麓斜面に広がる。
正式名称は「志賀高原焼額山スキー場(しがこうげんやけびたいやまスキーじょう)」。スキーヤーやスノーボーダーの間では単に「やけびたい」或いは「やけび」と略して呼称することが多い。
志賀高原において、初めての外部資本たる国土計画(後のコクド)による開発されたスキー場で、1963年に共益会（現：一般財団法人共益会）との覚書締結により開発が始まったが、志賀高原リゾート開発の出資者たる和合会、国土進出反対期成同盟会、一の瀬旅館組合による反対活動を経て、1983年に和合会との「焼額山開発計画に関する協定」が結ばれ、和合会の同意なしに開発は行わないとの条件のもとに、八林班（東側斜面）のみに限って開発が行われ、1983年12月に開業した。本スキー場の開業により、一の瀬エリアのスキー場と、車でのみアクセスが可能であった奥志賀高原スキー場との間を、スキー滑走で往来できるようになった。その後、地元資本による七林班（南側斜面）の開発が断念され、1986年に協定が結ばれ、南側斜面についても国土計画が開発を行い現在の形態に至る。協定後も一部地区の反対運動により、本スキー場へは、奥志賀高原を経由しなければアクセスできなかったが、山之内町町有地の国土計画への貸付と林道焼額線の開通により、1987年に解消された。
飲食施設、宿泊施設および駐車場が整備されたベース基地は3か所あり、各ベースにはそれぞれ志賀高原プリンスホテル東館、南館、西館と、ゴンドラリフト(西館は高速クワッドリフト)の乗車場がある。
志賀高原一帯にある18のスキー場(本スキー場開業当時は22のスキー場)の中で最も後発のスキー場で、1970年に開業した寺小屋スキー場以来、13年振りの新設スキー場となった(一の瀬ダイヤモンドスキー場の拡大エリアとして1973年に開業した一の瀬山の神スキー場、一の瀬ファミリースキー場の拡大エリアとして1981年に開業した一の瀬タンネの森スキー場(現:タンネの森オコジョスキー場)を除く)。
焼額山は、山頂を除き国立公園の特別地域ではないことから、他の志賀高原のスキー場と同等の開発が可能であったが、開発協定の基礎となるマスタープランにおいて、特別地区に準じた開発とすることとしたことや、森林法に基づく林地開発の規制が強化、されたことから、大規模な伐採が行われた志賀高原内の他のスキー場に比べて、焼額山の山頂を起点とした自然の起伏利用した林間コースを主体とした多様なロングコースが形成されている。
各コースは中斜面が主体で、効果的に配置された2つのゴンドラリフトを利用して、スキー場全体を効率よく滑ることができる。
また、本スキー場は、1998年長野オリンピック期間中の2/9にスノーボードの全面利用可とするなど、常に流行の最先端を行く個性を発揮したスキー場として志賀高原内の他のスキー場との差別化に成功し、スキーヤーへ十分に認識と浸透がなされている。
5路線の索道(二人乗りリフト、４人乗りリフト、４人乗りフード付きリフト、６人乗りゴンドラ、８人乗りゴンドラ)、コース20本、標高1550〜2000m(標高差450m)。コースは複雑に分岐、合流、交差していることから、各コースの脇や分岐点に異なる色や形(○や▽)の案内看板が設置されている。リフトの運営主体は、プリンスホテル。
営業期間は12月上旬～5月の大型連休まで。
リフト券は、志賀高原スキー場共通券の他に、焼額山スキー場でのみ使える限定券がある。

## コース・ゲレンデ
針葉樹に囲まれた林間コースが特徴で、20コース、最長滑走距離2.4km、総滑走距離17kmを有している。コースは、ゴンドラを利用する山頂から中腹までは、中上級コースやツリーランコースに指定されており、初級者や初心者は、第二高速や第３高速、第４ロマンスなどのゴンドラを利用しないコースを利用することとなる。週末は、パノラマコース、唐松コースなどの人気コースが混雑する。

目の前の景観は岩菅山(標高2295.3m)や裏岩菅山(同2341m)、一の瀬ファミリースキー場を携えた東館山(同1994m)や寺小屋峰(同2125.2m)の峰々を望むことができる。

第1ゴンドラリフト山頂駅及び奥志賀連絡コースの2箇所にて奥志賀高原スキー場に接続している。また、第2高速連絡コースとブナコース、唐松コース最下部において一の瀬山の神スキー場に接続している。

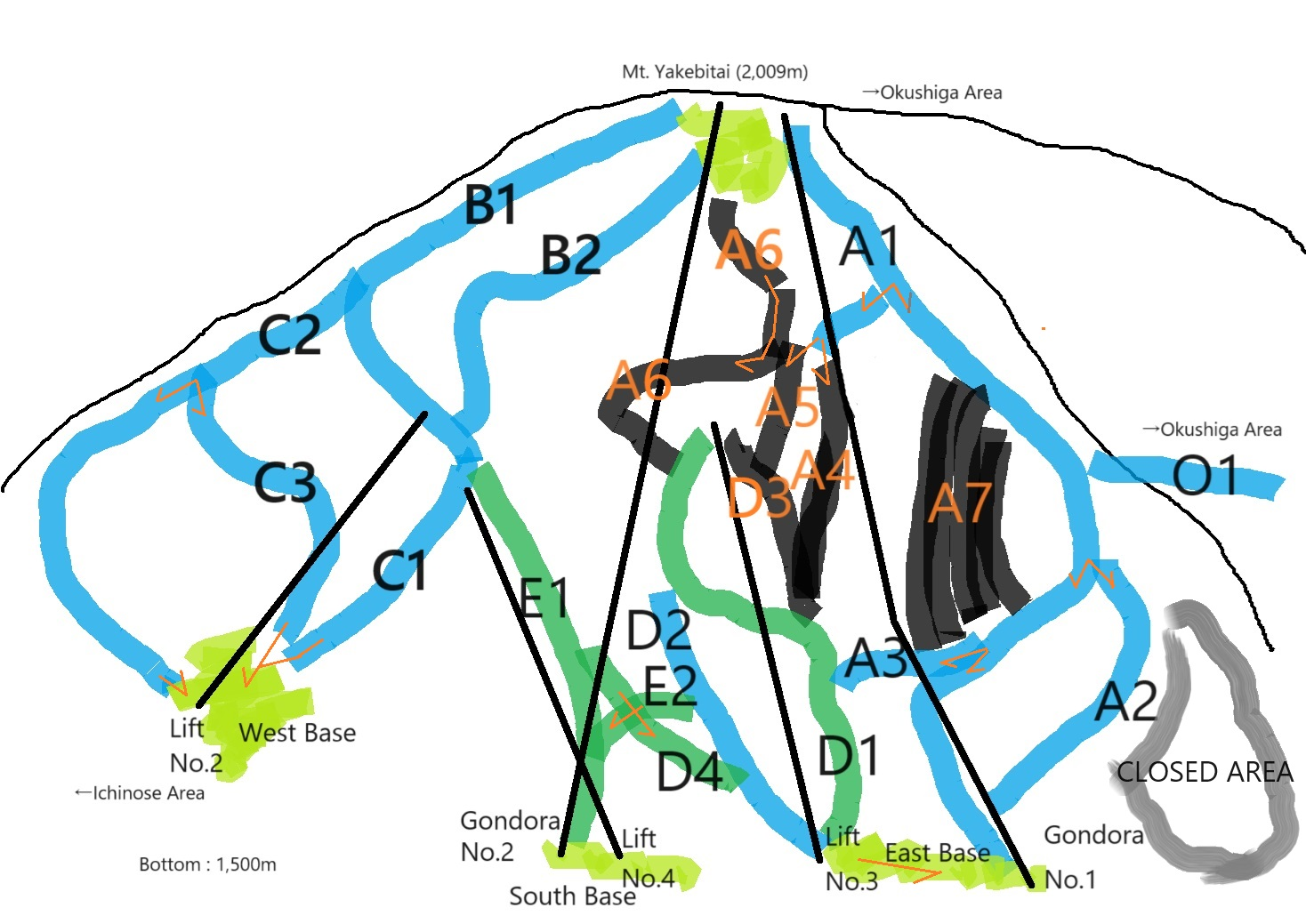
コースマップ(2023-2024)

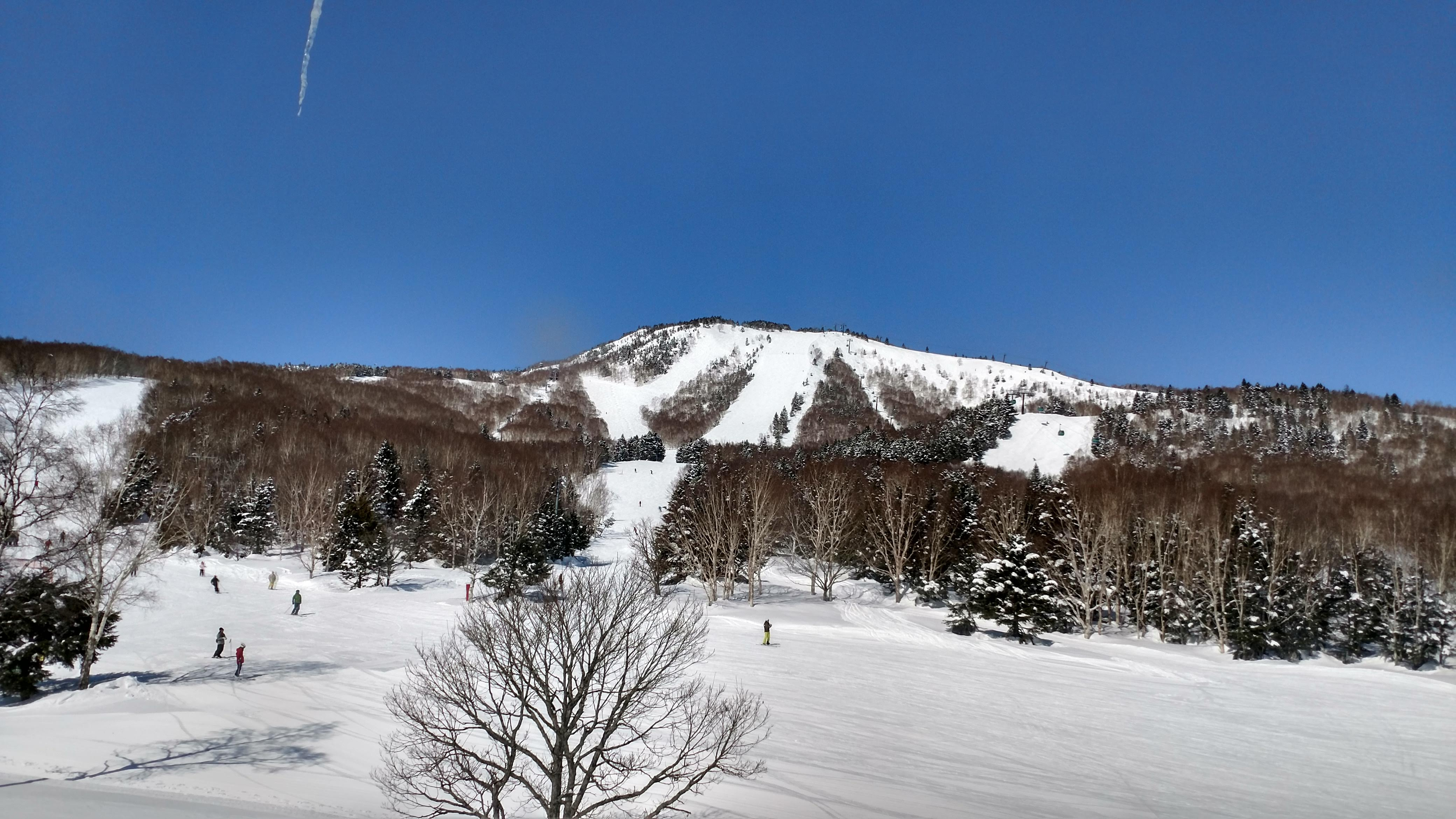
プリンスホテル東館から焼額山山頂方向

### 初級者コース
(コース番号、滑走延長、平均斜度/最大斜度)
- サウスコース（E1、973 m、9°／15.6°）
  - 第4ロマンスリフトの降車駅と乗車駅とを結んでいる。
  - コース下部にイーストコースにつながる連絡コースがある。
  - コース案内看板は「桃色の▽」。
  - コース全体にナイターナイター設備があるが、現在はナイター営業が休止されている。ナイター営業を行っていた時代は「サウスナイターコース」と呼ばれていた。
- ミドル連絡コース（D1、1192m、10°／17.5°）
  - 第3高速から途中、左に分岐し、その先でオリンピックコース（上級者コース）が左から合流後、第2高速リフト乗車駅或いは第1ゴンドラリフト乗車駅まで滑り込める。
  - イーストコースとの分岐点からオリンピックコースとの合流点までの区間は焼額山スキー場の中で最も新しく作られたコース。
  - コース案内看板はない。
- サウス連絡コース（E5、150m、6°／8°）
  - イーストからサウス間の連絡コース、途中イースト連絡コースとクロスしているため、イーストコースへ戻ることもできる。
- イースト連絡コース(D4、540m、6°／10°）
  - 第2高速下のサウスから分岐してイーストコース・第一ゴンドラ・第3高速・プリンスホテル東館へ抜けるルート。

### 中級者コース
（コース番号、滑走延長、平均斜度／最大斜度）
- 唐松コース（C1、902 m、11°／18°）
  - 第2高速リフトの降車駅と乗車駅を結ぶ。
  - 概ねリフト沿いにコースがレイアウトされているが、コースとリフトとの間には林地帯があるためリフトを確認しながら滑走することは難しい。
  - コース案内看板は「緑の○」。
- ゴンドラ連絡コース（A2、684m、6°／11°）
  - ジャイアントスラロームコース中盤から左に分岐して第1ゴンドラリフト乗車駅へと向かうコース
  - 旧ゴーゴーウェーブ

- イーストコース(D2、857m、11°/ 21°)
  - ミドル連絡コースから分岐して第3高速リフトの山麓駅に向かうコース。
  - コース中間部にサウスコースへの連絡コースがある。
  - コース案内看板は「茶色の○」。
  - コース全体にナイター設備があり、２月中旬の土休日を中心にナイター営業を行っている。過去には、第４ロマンスリフトを利用した南館へのナイターコースと対比して、イーストナイターコースと呼ばれていた。
- パノラマインコース(B2、940m、11.6°／20.3°）
  - スキーブームによってスキーヤーに埋め尽くされたパノラマコースの混雑緩和のために、1992年、パノラマコースのバイパスの役割を担い開設された。開設当時はパノラマコースを「パノラマアウトコース」、本コースを「パノラマインコース」と名づけていた。
  - 全体的に左下がりの片斜面が続き、コース幅も狭いため、初級者にとっては難易度の高いコースとなっている。
  - 2020-21シーズンまでは、ビギナーズコースと名付けられていたが、元の名前に戻った。
  - 融雪時期は、雪崩の可能性があるため、閉鎖される場合がある。
  - コース案内看板は「桃色の○」。

- パノラマコース（B1、1,793 m、8°／25°）
  - 焼額山スキー場の全コース中、最も人気のあるコース。第2ゴンドラリフトを使って焼額山頂から山麓まで一気に滑ることが出来る。コース下部はサウスコースへ接続する。
  - コース前半、右側2か所にはポケットバークのようなの小さな広場があり、北アルプスを一望できる写真撮影スポットとなっている。晴れた日にはよませ温泉スキー場（旧北志賀よませスキー場）の他、遠くは黒姫高原スノーパーク（旧黒姫高原スキー場）や妙高の各スキー場が一望できる。
  - 休日は常に混雑するため、午後になるとコース途中の2箇所ある中斜面においてコブが形成されることが多い。
  - コース案内看板は「桃色の▽」。
- ジャイアントスラロームコース（A1、2,062 m、12°／25°）
  - 第1ゴンドラリフトを使って焼額山頂からゴンドラリフト乗車駅までを一気に滑ることができる人気コースのひとつ。
  - 上部は針葉樹の林間コース。途中から広々としたゲレンデとなり、スーパージャイアントスラロームコースやオリンピックコース等の上級コースの分岐がある。
  - 最初の急斜面に差し掛かる左側には非圧雪のコブ斜面が常時形成されている。
  - 最後の急斜面を下り切る直前で、奥志賀高原にアクセスできる奥志賀連絡コース(O1)が左に分岐する。
  - コース案内看板は「橙色の○」。
  - 開業当時は「焼額山ジャイアントスラロームコース」と呼ばれていた。
- 白樺コース（C2、1,848 m、9°／17°）
  - パノラマコース中間部から右に分かれる尾根コース。
  - 焼額山スキー場の中で最もコース幅が広いにもかかわらず、滑走者は比較的少ないため、プルークボーゲンをしっかりできれば、初級者でも滑ることは可能。
  - 南西斜面のため、午後になると雪が緩みがちになる。また、3月以降は雪がなくなりコースが閉鎖される場合がある。
  - 最下部で左に曲がり、そのまま第2高速連絡コースとなる。
  - コース案内看板は「紺色の○」。
  - 現在廃止となった山の神第1トリプルリフトが架設されていた時代は、焼額山スキー場から一ノ瀬方面を目指すスキーヤーによって夕方を中心に大混雑した。
- ブナコース（C3、653 m、11°／22°）
  - 白樺コース中間部から左に分かれるコース。第2高速リフトと第2ゴンドラリフトの乗車駅まで滑走できる。
  - 中級者以上のスキーヤーは、白樺コースと第2高速連絡コースを経由するルートに比べ、快適な中斜面を滑り切ることができる。
  - コース案内看板は「紫色の○」。
- 奥志賀連絡コース（O1、553 m、12°／24°）
  - ジャイアントスラロームコース下部から左に分かれ、奥志賀高原スキー場の第6ゲレンデ、奥志賀ゴンドラへ接続する連絡コース。
  - コース上部は急斜面で、下部は高低差のほとんどない平坦地であることから、上部である程度スピードに乗らないと、奥志賀高原に辿り着く手前でスキーが止まってしまう場合がある。
  - コース案内看板は「橙色の○」。
  - 廃止された第3ロマンスリフトが運行していた時代は「第3ロマンスAコース」と呼ばれていた。コース下部で第3ロマンスBコース（閉鎖中）が左から合流していた。
- ゴンドラ迂回（A3、364m、15.6°／16.3°）
  - ジャイアントスラロームコースの下部急斜面を迂回するルート、東館、第1ゴンドラ、第3高速へ迂回できる。

### 上級者コース
（コース番号、滑走延長、平均斜度／最大斜度）
- スーパージャイアントスラロームコース（A6、1,208 m、10°／27°）
  - 前半の中斜面はジャイアントスラロームコースと重複。最初の急斜面序盤にて直進すれば、オリンピックコース、左に進めばジャイアントスラロームコース、右に進めば本コースとなる。
  - 基本的に圧雪されない逆S字にうねるコースは常にコブ斜面である。上空を横断する第2ゴンドラリフトのスキーヤーからの視線を感じながら滑るチャレンジングなコース。
  - 急斜面が終わる第3高速リフト降車駅付近にて、初級コースのイーストコースに連絡する。
  - コース案内看板は「茶色の○」。
- オリンピックコース（A4、696 m、21°／31°）
  - その名のとおり、長野五輪のアルペンスキー回転競技およびスノーボード大回転競技に使用された直線的な一枚バーン。
  - コース案内看板は「青の○」。
  - 長野五輪の開催以前は「スラロームバーン」と呼ばれ、コースに並行して焼額山第1ロマンスリフトB線を使って繰り返して滑ることが可能であった。現在はゴンドラリフトを利用しないとオリンピックコースに進入できない。
  - スラロームバーンと呼ばれていた時代はピステン (圧雪車) の入らないコブ斜面であったが、現在は、圧雪整備されていて滑りやすくなっている。
- ミドルコース（D3、329 m、19°／21.5°）
  - 第3高速リフト山頂駅右からオリンピックコース下部およびミドル連絡コースにつながる斜面
  - 非圧雪コースのため、コース全体が荒れていて滑りにくいテクニカルコースとなっている。
  - コース案内看板はない。

以下3コースは、自然地形かつ非圧接・深雪エリアで、滑走条件付きエリアとされている。
- ヤケビウォール（A5、369m、32.5°／39.1°)
  - 志賀高原において最も急坂なエリア
  - 2021-2022シーズンに新設された非圧雪パウダーエリア
    - 2016年に閉鎖されたエキスパートコースより高い位置から進入できるよう整備し、ツリーランとコースランが混成された。

  - スーパージャイアントスラロームコース(A5)の中途から分岐したコース
  - 山麓からみて左側からドロップインの場合は、ツリーランかつ急斜面、右側からアプローチは左に比べれば緩斜面となっている。
  - ミドルコース下からみれば、ほぼ「壁」
  - 公式コースガイドや、Youtubeの公式動画から滑走環境が確認できる。
- ヤケビバレー（A7、623m、16°/34°）
  - 2023-2024シーズンに新設されたコース
  - ジャイアントスラロームとオリンピックコースの幅１１１ｍの谷（バレー）をツリーランするコース
  - ３４°の傾斜へドロップインしてから、中腹からは、針葉樹なかを滑走し、ジャイアントスラロームへ接続する。
- ヤケビコースト（C4、893m、13°/31°）
  - 2024-2025シーズンに新設される志賀高原で最も新しいコース[9]
  - 第1高速リフト跡地を再利用し整備されたコース
  - 直線的なラインと斜度の変化が特徴

### 人工降雪
シーズン当初と終盤における積雪量確保のため、最新鋭の人工降雪機による人工降雪エリアが山頂エリアから山麓エリアに至るまで整備されている。

### 廃止・閉鎖コース
（滑走延長、平均斜度／最大斜度）
- 第3ロマンスBコース（1,100 m、15°／35°）
  - 奥志賀高原スキー場を含め、焼額山全域で最も急峻な斜度をもつテクニカルコース。
  - あまりの急斜面ゆえ、コースが廃止される以前からコース閉鎖となっている場合が多かった。
  - コース序盤は緩やかであるが、中盤からコブのある急斜面となる。終盤は緩斜面の林間コースとなり、右から第3ロマンスAコース（現：奥志賀連絡コース）が合流してくる。
  - コース名が示す通り、第3ロマンスリフトが運行していた時代は、このリフトを利用してAコース、Bコースを繰り返し滑走することができた。
- 第2ロマンスAコース（760 m、19°／23°）
  - 第1ゴンドラ連絡コース上部から左に分かれ、現在は廃止された第2ロマンスリフトに沿って下り、かつて存在した四つ目のベース基地（東館ベース基地よりも更に奥志賀寄り）に向かうコース。
  - 3つあるコースのうち上部から見て右側の一番緩やかなコース。レベルは中級者コースであった。
  - 旧ベース基地周辺の広場は、現在、多目的エリアとしてスノーモービルツアーやスノーラフティングの拠点となっている。
- ポールバーン（595 m、9°／29°）
  - 旧第2ロマンスリフト沿いにレイアウトされた非圧雪コース。
  - 平均斜度9°が示すとおりコース序盤は緩やかであるが、徐々に斜度が増し、終盤は深いコブ斜面となる。廃止される以前からこのコースを滑るスキーヤーは少なくコブ自体も不整形で滑りにくかった。上級者コースに指定されていた。
- 第2ロマンスBコース（310 m、11°／30°）
  - 中級者コースでありながら、非圧雪のハードなコースで、コブも多く上級者向けに近かった。
  - Aコースとともに、焼額山スキー場の中では最も空いているコースの一つであった。
- 第2高速連絡コース（700 m、4°／8°）
  - 焼額山スキー場の中で最も西側（一の瀬地区側）にある針葉樹に囲まれた林間コース。
  - 2021-2022シーズンにおいて、白樺コース（中級者コース）に統合された。
  - 第1高速から第2高速への連絡の名残
  - コース下部にて、一の瀬山の神スキー場の一の瀬山の神第2ペアリフトに接続し、一の瀬地区の各スキー場にアクセスできる。
  - コース案内看板は「紺色の○」。
  - かつては一の瀬山の神ゲレンデ（現在閉鎖中）からもアクセス可能であった。

### ツアースキー
- 竜王越え。
  - 焼額山頂から山の北西側斜面をスキーで下り（一部、上りがある）、竜王スキーパーク（旧北志賀竜王スキー場）に至るツアー。例年二月頃から利用可能で入山届けが必要。

### スノートレッキング
- 焼額山山頂をスノーシューや、スキーで散策するコース
  - 雪に埋もれる湿原の鳥居や竜王への雪原をトレッキングできる。第一ゴンドラ山頂駅舎からのアプローチが容易である。

## リフト
（距離、高低差、時間）

### 営業中リフト
- 第1ゴンドラリフト（1,935 m、450 m、8分04秒）
  - 焼額山スキー場開業時4人乗りのゴンドラから、現在の2002-2003シーズンにPOMA製（安全索道株式会社施工）の8人乗りのゴンドラにかけ替えられた[10]。
  - 降車駅、乗車駅はジャイアントスラロームコースの起点、終点となるので、本ゴンドラリフトを利用して繰り返し滑れる。
  - 山頂部から奥志賀高原スキー場にアクセスする際には、第2ゴンドラリフトを利用するよりも距離が短い。
  - 8人乗りにリニューアルしてからは、行列ができることは少なくなった。
- 第2ゴンドラリフト（2,121 m、419 m、7分04秒）
  - 焼額山スキー場開業から遅れること4年後、プリンスホテル南館の開業とともに設営された6人乗りリフト。
  - 山頂の降車駅から麓の乗車駅まで、ロングコースのパノラマコースで繰り返し滑ることが可能なため、週末は常に行列ができる。
  - リフトからはパノラマコースの尾根線、一の瀬エリアのスキー場、岩菅山系を望めるほか、中盤ではスーパージャイアントスラロームコースの雪質やコブ斜面の状況などを眼下に見下ろし確認することができる。
  - 2022年シーズンにおいて、原動機の交換が実施されている。
- 第2高速リフト（992 m、206 m、4分08秒）
  - 高速4人乗り自動循環式チェアリフト（デタッチャブルチェアリフト・・・乗降駅にてリフトがロープから外れ、客の乗降位置にてリフトが徐行して進むので乗車や降車がしやすい。乗降した後はリフトが再びロープに噛むことで加速し高速で移動する。）。
  - 一の瀬エリアから焼額山エリアにアクセスした際に最初に利用するリフトになる。それゆえ、休日の午前中は特に混雑する。
- 第3高速リフト（1,031 m、219 m、4分02秒）Yakebitaiyama High-Speed Lift #3

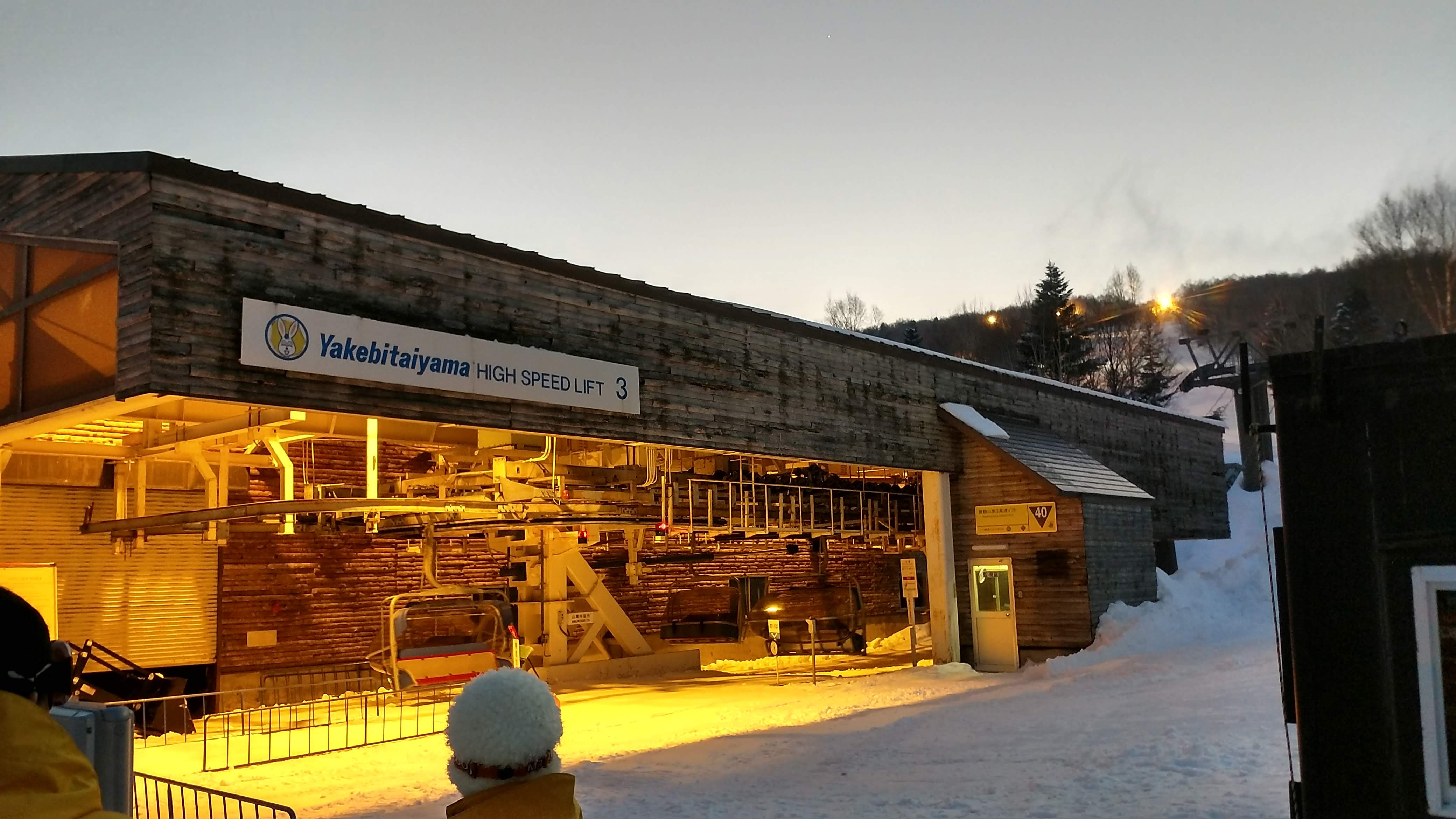
Yakebitaiyama High-Speed Lift #3

  - 志賀高原プリンスホテル東館に隣接して、焼額山スキー場開業の5年後に開設されたデチャッチャブル・クワッドリフト。
  - 焼額山スキー場で唯一フード付きとなっている。志賀高原スキー場においてフード付きのリフトは、本リフトと西館山スキー場の西館山第1フーディクワッドリフトの2路線のみである。
  - スキーブームが絶頂期を迎えた1990年に新設された比較的新しいリフト。
  - イーストコースのナイター用にも使われる。
- 第4ロマンスリフト（956 m、136 m、6分56秒）
  - 第3高速リフトと同じく1990年に新設されたリフト。
  - 志賀高原プリンスホテル南館から直接アクセスできる。
  - かつて、ナイター運営時には本リフトも使用されていた。
  - 焼額山スキー場に限らずプリンス系のスキー場では2人乗りリフトのことを「ペアリフト」とは呼ばずに「ロマンスリフト」と名付けている。

### 廃止リフト
ピーク時には１１本のリフトがあったが、以下の６本のリフトは廃止され、駅舎や支柱などは撤去されている。
- 第1高速リフト（968 m、219 m、4分02秒）
  - 一の瀬エリアに最も近い位置に架設されたリフト。白樺コースを繰り返し滑るのに便利であった。
  - 高速4人乗り自動循環式チェアリフト（デタッチャブルリフト）なのでVTM（Vertical Trancportation Meter（垂直輸送能力）:人をどれだけ早く標高の高い位置に運べるかを数値化したリフトやエレベーター等の運搬能力を示す指数のひとつ）は高いが、休日の午前中は常に行列ができていた。
- 第1ロマンスリフトA線（595 m、84 m、4分19秒）
  - 志賀高原プリンスホテル東館の目の前に乗車駅があり、ミドル連絡コースとオリンピックコースが合流する地点が降車駅であった。
  - リフトに並行して第1ロマンスコース（現：ミドル連絡コース下部）があり、初級者がスキーを楽しむのに適していた。
- 第1ロマンスリフトB線（650 m、230 m、4分43秒）
  - A線の降車駅の目の前に乗車駅があり、スラロームバーン（現:オリンピックコース）の起点が降車駅となっていた。
  - スラロームバーンを繰り返し滑るスキーヤーに便利なリフトであった。
  - 1983年の開業当時はA線とB線は一つのリフトであったが、2年後にA線、B線に分割された。
- 第2ロマンスリフト（569 m、127 m、4分07秒）
  - 焼額山スキー場の中で最も奥志賀高原スキー場に近い第4のベース基地（現在廃止）を起点とするリフト。中級コースと上級コースで構成されるエリアのため、スキーブームの1990年前後でも比較的空いていた。
  - 現在は3本のコースとともに閉鎖され、多目的エリアとなっている。
- 第3ロマンスリフト（1,040 m、299 m、7分32秒）
  - 主に奥志賀高原スキー場から焼額山スキー場にアクセスするリフトとして利用され、焼額山頂部を利用するよりも楽に奥志賀高原スキー場との間を移動できた。
  - コースの変化に乏しく、このリフトを繰り返し使って滑るスキーヤーは少なかった。
- 第5ロマンスリフト（622 m、118 m、4分03秒）
  - 焼額山スキー場の中で最も新しいリフト。1991－1992年シーズンから運用が開始された。
  - 4月～5月の大型連休までスキーを楽しめることを目的に山頂部に設置された。
  - ゴンドラリフト降車駅～第5ロマンスリフト乗車駅までのコースに集中して人工雪を降らせることにより、最小限のコストで春スキーを可能にする狙いがあった。
  - 雪どけが早い焼額山スキー場において5月の大型連休まで安定して営業を続けることが可能となった。
  - 本リフトへアクセスするには2つのゴンドラリフトを利用するしか方法はなく、春スキーシーズンのみ営業している場合が多かった。

### 料金
2022-2023シーズンより、焼額山ー奥志賀高原スキー場共通シーズン券、エリア限定券、志賀高原全スキー場共通券が利用可能となっている。エリア券は、正規料金が6,000円に対して、ホテル宿泊者・SEIBU PRINCE CLUB会員が4,500円と利用形態に合わせて割引率異なる。
2024-2025シーズンでは、焼額山スキー場、奥志賀高原スキー場、斑尾高原スキー場の共通シーズン券が登場した。また、エリア券（1日券）は、7500円（おとな）、前売り6500円となっている。なお、小学生以下は無料でシーズン券が発行され、20歳の平日利用は無料である。志賀高原全スキー場共通券は志賀高原スキー場を参照のこと。

## 施設・サービス

### レストラン
3つのホテルとゴンドラリフト山麓駅舎内にレストランがある。
- プリンスホテル東館ベース周辺
  - メインダイニングルーム：東館2階にあり、焼額山スキー場内で最も高級かつ落ち着きのあるレストラン。
  - バー　ル・エトワール：東館3階にあり、ゲレンデを一望できるバー、夜のみ営業
  - YAKEBI FIRE HEAD BURGER:第一ゴンドラリフト駅舎1階にあり、北海道ニセコにあるバーガーショップが出店
    - 元は、うどんそばしなの木、ゴーゴーカレー、Little Star Max(リト★スマ）(22-24)が営業していた。
- プリンスホテル南館ベース周辺
  - レストラン水芭蕉：南館2階にあり、ホテルのメインダイニングとしての役割も担う。カフェテリア方式。
  - 居酒屋YAKEBI：第2ゴンドラリフト駅舎１Fにある、居酒屋、昼は丼などを提供。
- プリンスホテル西館ベース周辺
  - 中華料理獅子：西館と第2高速リフト乗車駅との間にある二階建ての建物の2階。
  - ラーメンコーナー：獅子のある建物の1階、昼夜の営業となっている。
  - レストランウエストサイド：西館１階にあり、朝・昼・喫茶・夜の営業をおこなう。西館のメインダイニングとしての役割を担っている。カフェテリア方式。
- 廃止されたベース周辺
  - 第2ロマンスリフト（廃止）の乗車駅があった第4のベース基地には、かつて2つのレストランが営業していた。一つは和食堂「ななかまど」。もう一つは中華料理「獅子」 （現在「獅子」は西館ベース周辺に移転して営業中）。

### 売店・レンタル
３つのホテルの１階に日用品やヘルメットやグローブなどのスノー用品等を販売する売店があり、加えて、西館には、アウトドア用品のセレクトセレクトショップがある。
レンタルは、西館・東館・第２ゴンドラ駅舎にあり、スキー・スノーボードの種類を交換できるサービスを提供しており、スノースクート、ソリなどのファンアイテムのレンタルも行っている。

### 宿泊
焼額山スキー場に直接アクセスできる唯一のホテルは西武グループが運営する志賀高原プリンスホテルである。東館、南館、西館の3棟からなり、それぞれがグレードを異にして客層を差別化している。どの棟も、スキーシーズン限定の営業となる。シーズン中は、スキー用具類をホテルに保管するサービスを提供している。
隣接する奥志賀高原スキー場に立地するホテルグランフェニックス奥志賀や奥志賀高原ホテル、あるいは一ノ瀬地区に点在するホテル・旅館からも、リフトを乗り継いでのアクセスは容易である。一ノ瀬地区のスキー場や宿泊施設の土地を所有と管理する財団法人和合会との取り決めにより、過去には団体客は宿泊することができかった。
- 志賀高原プリンスホテル東館
  - 1983年12月24日、焼額山スキー場の開業とともにオープンした。客室数は100室。
  - 東館と付記されるようになったのは、4年後に南館が開業してからである。
  - 東・南・西の3つの棟の中で最もグレードが高く、宿泊料金も高い。客室の構成は５Fスイートルーム（最大３名）・ジュニアスイートルーム（最大４名）、ツインルームコンフォート（最大２名）、ツインルーム（最大３名）の構成で、カップルや夫婦の宿泊を意識している。
  - レストランは「メインダイニングルーム」で、西洋料理と日本料理を楽しめる。夜はナイタースキーを借景にして優雅な雰囲気に浸れる[15]。
  - ホテルからは第1ゴンドラリフト、第3高速リフトに徒歩でアクセスできる。
  - ルームサービス、ベビーベットや加湿器などの貸出品など、サービスが他館に比べて充実している。
  - 洗濯機や乾燥機等のセルフランドリーが無料で利用できる。
  - ３棟のなかでシーズン中、最も長く営業している。
- 志賀高原プリンスホテル南館
  - 東館の開業から遅れること4年後の1987年12月28日にオープン。客室数は240室。
  - 東館よりもグレードは落ちるが、二種類のツインルームがあり、ゲレンデ側のツインルームはエキストラベッドを利用して3名での宿泊が可能である。
  - 場所、グレードともに西館と東館の中間に位置する。
  - レストランは「ダイニングルーム」で、ビュッフェスタイルとなる。以前はこのレストランからもナイタースキーを楽しむスキーヤーを眺めることができた[16]。
  - 第2ゴンドラリフトへは館内で接続されており、第4ロマンスリフトに徒歩でアクセスできる。
  - 一般向けの営業日は、１２月のみと限られている。
- 志賀高原プリンスホテル西館
  - スキーブームに陰りが見え始めた中、長野五輪の開催を1年後に控えた1996年12月20日に開業。客室数は350室。
  - 計画時はスキーブームによる宿泊ニーズを取り込むため、大型の施設となった。4名のグループで宿泊する部屋を設定するなど、南館からさらに大衆的なコンセプトとなっている。
  - レストランは「ウエストサイド」。ビュッフェスタイルは南館と変わらないが、テーブルや椅子等の調度品はかなり見劣りする[17]。
  - 近年では、学生のグループを対象とするよりも、むしろ1990年前後のスキーブーム時代に青春を謳歌したスキーヤー達が、その後家族連れで訪れた際の受け皿となっている。
  - 第2高速リフトと一の瀬山の神第2リフトに徒歩でアクセスできる。
  - 大浴場露天風呂があり、洗濯機や乾燥機等のセルフランドリーが無料で利用できる。
  - 過去には、夏季営業を行っていた。

### その他
- 多目的エリア
  - 廃止された第四のベース付近にて、電動スノーバイク(e-Snow BIKE)を利用した体験や、山岳走行のクルーズを楽しむことができる[9]。
- チューンナップ
  - 第２ゴンドラ駅舎にて、ホットワックスや研磨などのスキー・スノーボードのチューナップサービスを提供している。
- スクール
  - SIA杉山スキー＆スノースポーツスクール（受付は志賀高原プリンスホテル東館）
  - SAJ公認 志鷹慎吾 焼額山スノースクール（受付は志賀高原プリンスホテル西館）
  - 志賀高原インターナショナルスキースクール（外国人向け）
- プライベートナイター
  - 貸し切りでサウスコースまたはイーストコースを利用することができる、

## 圧雪マイスターによるコース整備
焼額山スキー場では、圧雪（グルーミング：専用重機等により雪面を整えること）に対して手間暇を惜しまず、一切の妥協をしないこととしている。このため、圧雪オペレータの熟練度に応じた階級分けを
1. マイスター（講師・指導者レベル）
2. ゴールド
3. シルバー

の３段階に分けており、圧雪面は定期的に検査を行い「圧雪のつなぎ目」「段差の有無」などを５段間評価でチェックを行いオペレータへフィードバックを行い技能維持・向上に努めている。
特に、A4オリンピックコースの圧雪は、トップレベルたる「マイスター」のみに許され、ウインチを組み合わせることで、急斜面であっても継ぎ目のない一枚バーンを形成している。

## 非圧接エリアの拡充
同スキー場は、オーストラリア、台湾を中心として、インバウンドの割合が2～3割になっており、パウダースノーへのニーズが高まっている。一方で、滑走エリア外での遭難が問題となっている。このため、2022-2023年シーズンから、パトロール隊による監視を強化し、危険個所の早期発見に努めるなどリスクマネジメントの徹底による安全安心も確保したうえで、非圧接エリアとして志賀高原において最も急峻なコールであるヤケビウォール、2023-2024年シーズンからヤケビバレー、2024-2025年シーズンにヤケビコーストを開業するなど、パウダーエリアへのニーズの取り組みを行っている。

## トレッキング
（全長、標高差、所要時間）
夏季は、焼額山スキー場にてトレッキングを楽しむことができる。志賀高原全体でトレッキングコースが整備されているが、ここでは焼額山とその向かいにある岩菅山のハイキング・登山コースを以下に紹介する。
- 焼額山登山コース（約7 km、約400 m、約2時間10分）
  - 志賀高原プリンスホテル西館前（標高差約400 m）およびホテルグランフェニックス奥志賀前（標高差約500 m）から焼額山頂を目指すコース。
  - 山頂の稚児池と高山植物が見所。また、コース中盤はスキーコースを歩く場所が多いため、開放感があって展望も抜群。
  - 体育の日を絡めた土日祝日には奥志賀ゴンドラリフトが運行され、これを利用すれば健脚でなくても手軽に焼額山頂にアクセスできる。
- 岩菅山登山コース（約18.5 km、約700 m、約7時間30分）
  - 焼額山の正面に対峙する岩菅山と、その先にある志賀高原最高峰の裏岩菅山頂を往復するコース。
  - 幾つかの拠点があるが、最も体力的に楽なコースは、東館山スキー場の東館山ゴンドラリフトを利用して東館山頂から尾根線沿いに歩くコース（標高差約380 m）。健脚であれば「一の瀬スキー場バス停留所」からも登山道が整備されている（標高差約700 m）。
  - 裏岩菅山で引き返さずに更に北上するコースがあり、下水内郡栄村の切明温泉や秋山郷に辿り着くことができる。
- シナノキコース（約2 km、約60 m、約30分）
  - 志賀高原プリンスホテル西館前から第2高速連絡コースを登り、白樺コースと合流するあたりで一の瀬山の神スキー場側の林間に整備されたトレッキングコースを進み、一の瀬山の神スキー場の一の瀬山の神第2リフトを横断してモンキーコースを下り、一の瀬ダイヤモンドスキー場下部に至る。その先は湿原地帯を散策して、再びプリンスホテル西館に戻る。
  - 途中には長野県の天然記念物に指定されている樹齢800年のシナノキの大木がある。樹高は23m、根回り10mの巨木で一見の価値有り。

## 西武グループの構想
- 湯田中地区からの直接アクセス
  - 志賀高原の玄関口である湯田中温泉からロープウェイ、ゴンドラリフトを連結して、焼額山山頂に至るアクセス構想である。
  - 地元の主要な地権者（入会権者）で、志賀高原における土地利用に強い影響力のある一般財団法人和合会の意向に左右されたくないという思惑から、同法人の権利が及ばない焼額山麓だけを経由して志賀高原に到達するルートの開拓を目的として計画された。
  - その第一ステップとして、焼額山西側の五輪山(1620m)北西麓において湯田中温泉街よりも400m高い標高1000mをベースとするごりん高原スキー場を開業させ、湯田中温泉とスキー場との間を湯田中ロープウェイ(全長3,156m、101人乗り。現在廃止。)にて結んだ(1987年)。
  - ロープウェイ山頂駅からは、更に6人乗りの「ごりんゴンドラリフト」と「ごりん第1リフト」(共に現在廃止)にて標高1,500mまで開発が進んだ。
  - ごりん高原スキー場の最高地点から焼額山頂に至る4km弱のルートには貴重な湿原地帯が存在したことから、自然保護団体による反対活動もあり構想は頓挫。ごりん高原スキー場の果たすべき役割は絶たれ2007年に廃業した。
- 苗場地区からのアクセス
  - 「焼額山スキー場」と新潟県南魚沼郡湯沢町に国土計画が開発した「苗場スキー場」「かぐらスキー場」をロープウェイなどで結び一大スキーエリアとする構想である。
  - 長野オリンピックのアルペンスキー滑降コースとして構想された岩菅山山系の西斜面にスキー場（岩菅山スキー場）を建設することにより、焼額山スキー場と岩菅山麓とを一体的に開発し、更には岩菅山系の稜線から魚沼地区の三国スキー場を経由して苗場スキー場とを結ぶ野心的な計画であった。
  - ごりん高原スキー場の開発と同様、自然保護への意識の高まりにより、1990年に長野県は国土計画とともに岩菅山系のスキー構想を断念した。岩菅山にて開催が想定されていた長野オリンピックスキー滑降競技は、八方尾根にて開催されることとなった。
  - この構想で実現した計画は、苗場スキー場とかぐら・みつまたスキー場(現かぐらスキー場)を結ぶドラゴンドラロープウェイ(延長5481m、標高差425m)ならびに、志賀高原から苗場方面への結節点となる三国スキー場(2004年閉鎖)。
  - 岩菅山の稜線と三国スキー場頂部との間は直線距離にして約18km離れている。このため、現在最高速のロープウェイ(秒速12m)を以てしても所要に25分を要し利便性が悪いこと[20]、途中に中津川渓谷(標高1100m)、佐武流山(同2191m)系、清津川渓谷(同1200m)、上ノ倉山(同2107m)系を横断する高低差の激しいルートであり相当の工事費と工事期間、技術力が必要であること、ケーブルの支柱や非常時における乗客の救出のための管理用道路があらたに必要なこと、ならびに、上信越国立公園の特別保護地区を通過すること、などの理由から実現には困難が多かった。

## 焼額山開発と反対運動
志賀高原は、志賀高原地区の入会地での入会者たる地元資本を中心とした節度ある開発により、自然との共生した開発がおこなわれてきた。外部資本たる国土計画による焼額山スキー場開設は、協定から１８年という長い時間を有した。その要因として、入会地での開発行為が、入会者の全員一致が必要とされる背景がある。その一致には、和合会と国土計画との間に結ばれた焼額山開発計画に関する協定事項において、修学旅行の禁止や地元宿泊施設より高額料金を設定することを要件としてさだめたことからも、地元が抱く経済的競合への危機感を払拭しなければ開発は不可能な地であることがうかがえる。